# بلک‌هاوک-کامینو تاساهارا، کالیفرنیا
بلک‌هاوک-کامینو تاساهارا (به انگلیسی: Blackhawk-Camino Tassajara) یک منطقهٔ مسکونی در ایالات متحده آمریکا است که در شهرستان کنترا کوستا، کالیفرنیا قرار دارد. بلک‌هاوک-کامینو تاساهارا ۲۴٫۱ کیلومتر مربع مساحت و ۱۰٬۰۴۸ نفر جمعیت دارد.